# Rob Roy (cóctel)
El Rob Roy es un cóctel que consiste principalmente en whisky y vermut. Fue creado en 1894 por un barman del hotel Waldorf Astoria en Manhattan, Ciudad de Nueva York. El nombre del cóctel fue en homenaje al estreno de Rob Roy, una opereta del compositor Reginald De Koven y el letrista Harry B. Smith, basada libremente en la vida del héroe popular escocés Rob Roy MacGregor. Luego, en 1930, el Hotel Savoy de Londres oficializó el nombre en su libro The Savoy Cocktail Book.
Un Rob Roy es similar a un Manhattan, pero se elabora exclusivamente con whisky escocés; mientras que el Manhattan tradicionalmente lleva whiskey de centeno, aunque hoy en día también se suele hacer con whisky de Bourbon o whisky canadiense. A pesar de que esta versión del Manhattan podría haberse denominado Rob Roy en 1894, una versión escrita de este cóctel, elaborada con whisky escocés, apareció por primera vez diez años antes en una guía de bares de Londres redactada por Charlie Paul. Esta quizá sea la primera receta publicada para preparar un Manhattan.
Al igual que el Manhattan, el Rob Roy puede prepararse para que sea sweet,  dry  o perfect.  La versión estándar del Rob Roy es la dulce, preparada con vermut dulce. De modo que no hay necesidad de especificar que se desea un Rob Roy «dulce» al momento de pedirlo. Para preparar un Rob Roy «seco», se reemplaza el vermut dulce por vermut seco. Un Rob Roy «perfecto» se prepara con partes iguales de vermut dulce y vermut seco.
El Rob Roy incluye un chorrito de amargo de Angostura (más bien para darle color) y se suele servir en una copa de cóctel decorada con dos cerezas marrasquino en un palillo (en la versión estándar) o cáscara de limón o de naranja (en las versiones «seco» y «perfecto»).